# Lijst van ernstige spoorwegongevallen in Nederland
In dit chronologisch overzicht van ernstige spoorwegongevallen in Nederland is een zo compleet mogelijk overzicht gegeven van spoorwegongevallen in Nederland. De definitie van een ernstig spoorwegongeval is een spoorweggerelateerd ongeval waarbij een of meer personen in de trein zijn omgekomen. In twee aparte kolommen staat het aantal slachtoffers onder het spoorwegpersoneel vermeld.

## Overzichtstabel

### 19e eeuw
| Datum             | Plaats/Baanvak         | Doden | o.w. spoorp. | Gewonden | o.w. spoorp. | Omschrijving |
| ----------------- | ---------------------- | ----- | ------------ | -------- | ------------ | --- |
| 10 maart 1843     | Leiden – Haarlem       | 1     | 1            |          |              | Op de terugweg van een proefrit van Haarlem naar Leiden ontspoorde locomotief Vesta doordat de rolbrug over de Warmonder Leede niet aangesloten was. |
| 10 augustus 1856  | Schiedam – Rotterdam   | 3     |              | 5        |              | De laatste trein van die dag botste voorbij Schiedam op de voorlaatste trein, die daar gestopt was. Oorzaken van het ongeval waren dat de HIJSM nog geen gebruik maakte van sluitlantaarns en er bovendien niet werd gereden met blokbeveiliging, maar alleen met tijdsinterval. |
| 31 maart 1868     | Harlingen              | 1     | 1            | 1        | 1            | De vuurkast van locomotief 8 ontplofte op het station van Harlingen. |
| 2 juni 1868       | Nieuwersluis – Utrecht | 1     |              | 4        | 1            | Bij Breukelen botste goederentrein G richting Duitsland achterop sneltrein 11. Evenals de HIJSM reed de NRS nog met een tijdsinterval. |
| 25 mei 1871       | Schalkwijk             | 1     | 1            | 3        | 3            | Wegens een foute wisselstand kwam sneltrein 5 op een zijspoor terecht en botste tegen een veelading. |
| 14 augustus 1874  | Warmond                | 2     | 1            | 12       |              | Bij Warmond botste trein 32 tegen een lege materieeltrein. |
| 22 november 1878  | Eindhoven              | 1     | 1            | 13       | 13           | Doordat deze trein met grote snelheid het station binnenliep botste sneltrein 26 tegen personentrein 23. |
| 23 december 1879  | Deurne                 | 2     | 2            | 2        | 2            | Doordat de trein te weinig remvermogen had, botste trein 467 tegen 472. |
| 11 juni 1880      | Roosendaal             | 1     | 1            | 1        | 1            | De locomotief, tender en bagagewagen van trein 45 liepen vanwege een niet goed afgesloten wissel in de draaischijf van depot Roosendaal. |
| 21 januari 1881   | Lage Zwaluwe           | 1     | 1            |          |              | Vanwege dichte mist reed trein 26 door onveilig sein en botste op trein 416. |
| 3 maart 1881      | Rotterdam              | 2     |              | 6        | 1            | Vanwege een verkeerde wisselstand botste trein 31 te station Rotterdam Delftsche Poort op een rangeertrein. |
| 11 augustus 1882  | Vogelenzang            | 2     |              | 7        |              | Als gevolg van onoplettendheid van de machinist van trein 9 botsten trein 8 en 9 op elkaar. |
| 27 januari 1885   | Zwijndrecht            | 1     | 1            |          |              | Trein 530 botste op trein 558. |
| 18 februari 1885  | Ede                    | 1     |              | 2        | 2            | Ontsporing van sneltrein 34 als gevolg van een eenzijdige afslijting van een van de linkerwielen van de locomotief. |
| 21 september 1886 | Sauwerd                | 1     | 1            |          |              | Van trein 434 ontspoorden de laatste twee rijtuigen vanwege het te vroeg omleggen van een wissel. |
| 3 januari 1888    | Ruinerwold             | 5     | 5            | 10       | 6            | Door een gemist sein van de sneltrein uit Zwolle botste deze op volle snelheid op de trein vanuit Groningen. |
| 19 augustus 1890  | Overveen – Zandvoort   | 1     | 1            | ?        |              | Vermoedelijk vanwege het sterk remmen op een helling ontspoorde de lokaaltrein. |
| 10 juli 1894      | Breda                  | 2     | 2            | 2        | 2            | Vanwege een te laag remvermogen botste een goederentrein op personentrein 586. |
| 14 maart 1895     | Hengelo – Oldenzaal    | 1     | 1            |          |              | Goederentrein 1000 ontspoorde. |
| 17 oktober 1896   | Harderwijk             | 1     | 1            | 2        | 2            | Een bagagerijtuig ontspoorde, vermoedelijk door een defect aan wiel of as. |
| 17 februari 1897  | Rotterdam (Feijenoord) | 1     | 1            |          |              | Door een verkeerde wisselstand ontspoorde een remwagen. |
| 1 juni 1899       | Vlissingen             | 3     | 2            | 1        |              | Doordat de remdruk uit de leiding was weggelopen, kon trein 87 niet remmen en kwam pas tot stilstand in de restauratiezaal. |
| 15 november 1899  | Capelle aan den IJssel | 8     |              | 12       |              | In zeer dichte mist reed trein 80B tegen trein 60. |
| 22 december 1900  | Twello                 | 2     |              | 7        |              | Door onoplettendheid van de stationschef en wisselwachter reden trein 238 en 927 frontaal tegen elkaar. |

### 20e eeuw
| Datum             | Plaats/Baanvak                                    | Doden | w.v. spoorp. | Gewonden | w.v. spoorp. | Omschrijving |
| ----------------- | ------------------------------------------------- | ----- | ------------ | -------- | ------------ | --- |
| 23 december 1902  | Woerden – Bodegraven                              | 1     | 1            | 10       | 3            | Omdat de brugwachter zich had verslapen stond de brug over de Dubbele Wiericke nog open. |
| 5 september 1903  | Boxtel                                            | 1     | 1            | 3        | 3            | Trein 1207 botste op trein 1485 door een verkeerde wisselstand. |
| 5 september 1905  | Purmerend                                         | 1     |              | 4        | 3            | Precies twee jaar na de botsing te Boxtel ontspoorde trein 769 door onbekende oorzaak bij binnenkomst in station Purmerend. |
| 20 december 1905  | Watergraafsmeer                                   | 1     | 1            |          |              | Zonder overleg met de seinhuiswachter zette de machinist trein 3898 in beweging, waardoor drie wagens ontspoorden. |
| 25 juni 1907      | Rietlanden (Amsterdam)                            | 1     | 1            |          |              | Een gedeelte van trein 3920 ontspoorde. |
| 18 juli 1907      | Almelo                                            | 2     | 2            |          |              | Trein 173S ontspoorde vanwege een te hoge snelheid. |
| 28 november 1910  | Breda                                             | 2     | 2            |          |              | Trein 1240 reed door onveilig sein en botste op een rangerende trein. |
| 8 december 1910   | Simpelveld                                        | 1     | 1            | 1        | 1            | Trein 1322 schoot met een te hoge snelheid door een stopsein en ontspoorde. |
| 8 april 1912      | Kijkuit                                           | 1     | 1            | 2        | 1            | Door harde wind was een aantal lege wagons het hoofdspoor opgewaaid en tegen trein 12 aan gebotst. |
| 5 september 1912  | Axel                                              | 1     | 1            | 1        | 1            | Trein reed door een verkeerde wissel en kwam in het grind terecht. |
| 2 januari 1913    | Roermond                                          | 2     | 2            | 5        | 5            | Trein 1515 botste op trein 1365. |
| 24 december 1913  | Assen – Meppel                                    | 5     |              | 2        |              | Trein 146 kwam door een defecte wissel gedeeltelijk op een zijspoor terecht. |
| 17 januari 1914   | Leiden                                            | 1     | 1            | 3        | 3            | Rangeerlocomotief 741 reed door een onveilig sein en botste op locomotief Nestor. |
| 25 augustus 1914  | Nuth                                              | 1     | 1            |          |              | Trein 1348 botste op vertrekkende trein 1555. |
| 25 juni 1915      | Hattemerbroek                                     | 1     |              | 5        |              | Omdat de stationschef te vroeg het wissel omlegde, ontspoorden 4 rijtuigen. |
| 13 januari 1916   | Tiel                                              | 1     |              |          |              | Trein 3801 en 3822 botsten op elkaar. |
| 7 juni 1917       | Houten                                            |       |              | 11       | 1            | Een trein met Koningin Wilhelmina ontspoort tussen Houten en Schalkwijk. |
| 3 augustus 1918   | Vork                                              | 3     | 3            | 5        | 5            | Trein 5254 reed te hard en botste op trein 5293. |
| 13 september 1918 | Weesp                                             | 41    |              | 42       |              | Vanwege de zwakke ondergrond van de spoorbaan, veroorzaakt door de zeer hoge waterstand in de dijk, zakte trein 102 van de spoordijk af. Dit was tot 1962 het ernstigste spoorwegongeval in Nederland. |
| 22 oktober 1918   | Vierlingsbeek                                     | 1     | 1            | 1        | 1            | Trein 4662 kwam op een bezet spoor terecht, waar 23 wagens stonden. |
| 21 december 1918  | Willemsdorp                                       | 1     | 1            | 1        | 1            | 1918 was een rampjaar bij de spoorwegen, met in totaal vier dodelijke ongevallen waarbij 46 mensen omkwamen. Door onachtzaamheid van het stationspersoneel en van de machinist reed de binnenkomende trein 4650 tegen het stootblok aan het eind van spoor 2 en schoof dit stootblok, samen met een daarvoor staande dienstwagen vooruit. De trein kwam tot stilstand doordat de locomotief in het zand zakte.                                           |
| 8 februari 1919   | Tilburg                                           | 1     | 1            |          |              | Trein 4661 reed door het onveilig tonende sein en botste op trein 4528. |
| 31 oktober 1920   | Borne                                             | 1     | 1            | 4        | 4            | Goederentrein 4860 kwam op een zijspoor terecht. |
| 15 november 1920  | Breukelen                                         | 1     |              | 7        |              | Trein 255 reed tegen trein 257. De machinist van trein 255 had onvoldoende baanvakbekendheid. |
| 20 december 1920  | Rosmalen                                          | 3     | 3            |          |              | Een extra goederentrein reed door het rode sein en botste op een andere goederentrein. |
| 21 januari 1921   | Nuth                                              | 1     | 1            | 3        | 3            | Twee losse locs kwamen elkaar tegen. Trein 6687 reed op verkeerd spoor. |
| 20 april 1923     | Eijsden                                           | 1     | 1            |          |              | Een onbekwame klerk bediende de telegraaf en zorgde voor een botsing van twee treinen. |
| 9 september 1926  | Voorschoten – Leiden                              | 4     | 2            | 9        |              | Wegens haastwerk bij een spoorvernieuwing was de kwaliteit van de baan laag. Hierdoor ontspoorde trein 218. Onder de dodelijke slachtoffers het acteursechtpaar Greta Lobo en David Jessurun Lobo. |
| 28 januari 1927   | Heerenveen                                        | 1     | 1            |          |              | Trein 158 kwam bij binnenkomst te Heerenveen in botsing met een aantal wagens, die waren weggewaaid van een zijspoor tijdens een storm. |
| 7 januari 1928    | Zandvoort                                         | 2     | 1            | 3        |              | Een trein rijdt met een te hoge snelheid het station binnen en komt met de locomotief het kantoor van de stationschef binnenrijden. |
| 28 september 1929 | Westwoud                                          | 1     | 1            |          |              | Ook deze trein kwam niet voor het stootblok tot stilstand. |
| 26 januari 1931   | Groningen                                         | 3     |              | 6        | 1            | Een rangeerlocomotief botste tegen trein 3280. |
| 15 oktober 1931   | Steenwijk                                         | 1     | 1            |          |              | Twee goederentreinen botsten tegen elkaar. |
| 24 augustus 1932  | Utrecht                                           | 1     | 1            |          |              | Door een fout van de seinhuiswachter stonden er op spoor W nog twee goederenwagens toen goederentrein 4605 op dit spoor binnenliep. |
| 4 december 1932   | Vught                                             | 1     | 1            |          |              | Goederentrein 4528 reed door een rood sein en botste zijdelings tegen trein 4602 uit Eindhoven. |
| 29 september 1933 | Alkmaar                                           | 1     | 1            | 1        | 1            | Enkele wagens van een grindtrein ontspoorden. |
| 7 oktober 1936    | Woerden                                           | 2     |              | 7        | 3            | Trein 648 uit Eindhoven kwam met te hoge snelheid binnen op aftakkend spoor en liep uit de rails. De machinist meende bij sein 6C veilig voor doorgaand spoor te hebben gekregen. Goederentrein 4043 reed in op de wrakstukken. |
| 24 januari 1940   | Weert                                             | 1     | 1            | 2        | 2            | Trein 80 reed bij blokpost 75 door onveilig sein en botste achterop trein 7760. |
| 23 juni 1940      | Beugen                                            | 6     |              | 34       | 18           | Frontale botsing militaire treinen 2581 en 2592 bij Wachtpost 46. |
| 16 oktober 1940   | Zoutkamp – Winsum                                 | 13    |              | 13       |              | Aanrijding bij Ranum tussen een trein uit de richting Zoutkamp en een autobus. |
| 16 november 1940  | Herkenbosch – Vlodrop                             | 2     | 2            | 2        | 2            | Trein 10841, bestaande uit zes Franse locomotieven, reed te Herkenbosch door een onveilig sein en botste frontaal op trein 10856. |
| 16 december 1940  | Voorschoten – Den Haag                            | 1     | 1            |          |              | Kolentrein 7008 van Station Rotterdam Zuid ontspoorde gedeeltelijk door een gesprongen wielband. Trein 1105 reed in op de ravage. |
| 29 september 1941 | Utrecht                                           | 2     |              | 26       | 1            | Een Duitse militaire trein werd binnengenomen op bezet spoor en botste op trein 7015. |
| 21 december 1941  | Utrecht                                           | 1     | 1            | 12       | 2            | De trein van Utrecht naar Eindhoven reed nog op het emplacement in op een stilstaand treinstel. De machinist overleed ter plaatse. |
| 20 januari 1942   | Utrecht                                           | 1     | 1            | 3        | 1            | Trein 4300 (Zwolle – Utrecht) reed door een onveilig sein en botste in de flank met trein 4642 (Utrecht – Amsterdam). |
| 25 januari 1942   | Vleuten – Utrecht                                 | 2     | 1            | 12       | 2            | Machinist zet treinstel terug achter een reeds gepasseerd sein omdat hij denkt dat het sein stop toonde. De locomotief van de achteropkomende trein D111 boort zich in het treinstel. |
| 14 oktober 1942   | Roermond                                          | 2     | 2            |          |              | De wachter van post A zette voor het vertrek van een trein van spoor 1 abusievelijk de verkeerde seinen op veilig. Trein 7005 kwam terecht in rivier de Roer. |
| 27 november 1942  | Sliedrecht                                        | 18    |              | 42       | 1            | Sein A2 werd ten onrechte op veilig gezet, waardoor trein 10814 op spoor 2 achterop trein 3168 botste. |
| 2 december 1942   | Haarlem                                           | 1     |              | 19       |              | |
| 13 januari 1943   | Den Haag                                          | 1     |              | 19       |              | Door een spoorstaafbreuk ontspoorden te station Den Haag Laan van NOI de achterste rijtuigen van trein 1107 Amsterdam – Dordrecht. |
| 19 november 1943  | Utrecht                                           | 2     |              | 3        |              | Aan de zuidzijde van Utrecht botste een elektrische personentrein op een goederentrein. |
| 24 november 1943  | Schiedam – Hoek van Holland                       | 2     | 2            | 11       | 1            | De eerste trein van de dag, werkliedentrein 10607, botste op in aanbouw zijnde betonnen tankversperringen die door onbekende oorzaak op de spoorbaan terechtgekomen waren. |
| 6 februari 1944   | Tilburg                                           | 1     |              | 1        | 1            | |
| 6 september 1944  | Ede                                               | 15    |              | 38       |              | Leden van het Edese verzet hadden in de nacht ervoor twee stukken rails losgeschroefd met als doel het treinverkeer te saboteren. Als gevolg daarvan ontspoorde de volgende ochtend een militaire trein |
| 29 mei 1945       | Gronsveld                                         | 1     |              | 44       |              | Door eigenmachtig optreden van een opzichter en onoplettendheid van de treindienstleider botste trein USA 944248 uit Eijsden achterop trein USA 948218. Trein Mt 1776 richting Eijsden reed in op de ravage. |
| 6 november 1945   | Groesbeek – Kranenburg                            | 2     | 2            | 6        | 6            | |
| 26 januari 1946   | Ravenstein                                        | 5     |              | 11       | 5            | Trein RF 39 moest volgens dienstregeling verplicht stoppen voor de kruising. De machinist reed echter door en botste op de brug over de Maas tegen trein 4507. |
| 12 augustus 1946  | Rotterdam                                         | 1     | 1            |          |              | Bij het terugzetten van trein 5564 tegen een stootjuk werd een stalen D verbrijzeld. |
| 9 oktober 1946    | Amsterdam                                         | 1     | 1            | 3        |              | Door onvolkomenheden aan spoor en materieel ontspoorde trein 306. |
| 1 juni 1948       | Holwerd                                           | 1     | 1            |          |              | Er ontspoorden een loc en vijf wagens, waarvan de laatste 3 kantelden. |
| 12 september 1949 | Wolfheze                                          |       |              |          |              | |
| 12 augustus 1950  | Groningen (Oranjewijk)                            | 6     |              | 6        |              | Zes kinderen van vier tot veertien jaar komen om en zes raken zwaargewond als een locomotor bij het verlaten van de groenteveiling aan de Graaf Adolfstraat een hek raakt en vervolgens een muur omtrekt. |
| 21 juli 1951      | Gouda                                             | 2     | 1            | 23       |              | |
| 7 november 1952   | Rotterdam                                         | 2     |              | 27       |              | Rangeerdeel 80 botste op een ander rangeerdeel (78). |
| 14 november 1952  | Schiedam                                          |       |              | 1        | 1            | Lege reizigerstrein botst op een stilstaande goederentrein. De machinist raakt gewond en er ontstaat een enorme ravage |
| 14 februari 1953  | Gouda                                             | 1     | 1            | 1        |              | Trein 3160 M uit Alphen aan den Rijn botste op de Gouwebrug over de Gouwe op trein 167. |
| 19 juni 1953      | Weesp                                             | 2     | 1            | 8        |              | Bij een storing in de beveiliging ontzegelden zowel de wachter van Post 1 als de treindienstleider van Post T onterecht een blokvenster. Trein 21 botste daardoor achterop trein 835. De pas een jaar oude loc 1303 uit de 1300-serie kon naar de schroothoop. |
| 17 januari 1954   | Dieren                                            | 1     | 1            | 2        | 2            | Door een communicatiestoornis tussen de wachter van post T te Dieren en de machinist van groepswagenladingtrein 4300 Zwolle – Maastricht dacht deze machinist dat hij toestemming had gekregen voorbij onveilig sein 2 te rijden. Trein 4300 botste op groepswagenladingtrein 4000 Onnen – Venlo. |
| 13 oktober 1954   | Elst                                              | 6     |              | 11       | 1            | Door een breuk van een trekdraad ontbrak het verband tussen wissel en voorafgaand sein, waardoor een trein op een bezet spoor kwam. |
| 7 mei 1955        | Oldebroek                                         | 2     |              | 2        |              | Verlofgangerstrein 11136 kwam met een te hoge snelheid binnen op een aftakkend spoor. |
| 28 mei 1955       | Geldermalsen                                      | 2     | 2            | 9        |              | Goederentrein 4584 uit Dordrecht schoot door onveilig sein en werd in de flank gereden door trein 647 uit Utrecht. |
| 23 augustus 1956  | Amsterdam Centraal                                | 1     |              | 3        |              | Zijdelingse botsing tussen trein 117 en tegentrein 1818 |
| 20 november 1956  | Dalfsen                                           | 2     | 2            | 20       | 1            | De facultatieve trein 8981 DL naar Schoonebeek reed voorbij een stopseinlantaarn en botste op trein 3044. |
| 12 augustus 1957  | Woensel                                           | 7     | 2            | 19       | 1            | Door onduidelijkheid bij een lastgeving verkeerd spoor botsten twee reizigerstreinen tegen elkaar. |
| 21 november 1960  | Woerden                                           | 2     |              | 10       |              | Ontsporing van een Britse verlofgangerstrein. De machinist van deze trein had geen weet van een tijdelijke snelheidsbeperking nabij het station. Hierdoor overschreed de trein de kritieke snelheid waardoor een ontsporing plaatsvond. |
| 12 februari 1961  | Geldrop                                           | 1     |              | 9        | 2            | Trein 823 botste op een stilstaande dieselloc. In verband met revisie en wijziging van de linialenkast was het verband tussen wissels en seinen verbroken. |
| 4 juni 1961       | Tilburg                                           | 2     | 2            |          |              | Goederentrein 4238 botste frontaal met trein 4207. |
| 8 januari 1962    | Harmelen (Buurtschap De Putkop, Gemeente Kamerik) | 93    | 2            | 52       |              | Op de mistige morgen van maandag 8 januari botsten twee reizigerstreinen in volle vaart tegen elkaar. 93 mensen kwamen om het leven. Deze ramp is het grootste spoorwegongeval uit de Nederlandse geschiedenis. |
| 31 augustus 1964  | Westervoort                                       | 5     |              | 36       | 6            | Trein 767 uit Hagen reed door onveilig sein 304 en botste frontaal op trein 7763. |
| 25 augustus 1967  | Beesd                                             | 2     | 2            | 7        | 1            | Personentrein op enkelspoor tegen een goederentrein gebotst. |
| 25 januari 1969   | Breda                                             | 1     | 1            |          |              | De machinist van de trein werd ziek en merkte een rood sein niet op. |
| 9 februari 1969   | Hogebrug (Driebruggen)                            | 7     |              |          |              | Twee elkaar passerende treinen botsen op een overweg op een bestelauto. |
| 30 mei 1971       | Duivendrecht                                      | 5     |              | 33       |              | Trein 862 reed voorbij een rood sein en botste achter op de stilstaande trein 296. |
| 4 april 1973      | Woerden – Gouda                                   | 1     | 1            | 7        |              | Het rode licht van een sein was defect en bovendien had trein 829841 geen sluitlicht, waardoor trein 5575 in het donker tegen trein 829841 aan reed. |
| 4 mei 1976        | Schiedam                                          | 24    |              | >15      |              | Trein 4116 naar Hoek van Holland vertrok te vroeg, reed door een rood sein en botste frontaal op trein D 215. |
| 27 oktober 1976   | Goes – Middelburg                                 | 7     | 1            | 7        |              | Trein 4611 naar Vlissingen (treinstel 767) reed achterop goederentrein 720521. De machinist van trein 4611 merkte bij dichte mist het stoptonend sein 605 te laat op. Het hondekop-vierwagenstel botste frontaal op de goederentrein met ketelwagens. Dit ongeval is een van de eerste waarnaar de Spoorwegongevallenraad een openbaar onderzoek instelde.                                                                                               |
| 28 februari 1978  | Westervoort                                       | 1     |              | 58       |              | De machinist van trein 7747 richting Winterswijk botste vrijwel frontaal op TEE 10. |
| 28 augustus 1979  | Nijmegen                                          | 8     | 1            | 37       | 3            | Door een isolatiefout in een wisselcontrolemagneet kwam de lege materieeltrein 74363 richting Nijmegen met veilig sein op verkeerd spoor terecht. De machinist reed door, hoewel hij daarvoor een lastgeving verkeerd spoor zou moeten hebben. Nabij Nijmegen botste de trein frontaal op reizigerstrein 4365. De isolatiefout was al lang aanwezig, maar kwam nu pas aan het licht omdat er die dag een wijziging in de beveiliging had plaatsgevonden. |
| 25 juli 1980      | Sauwerd – Winsum                                  | 9     | 2            | 9        | 2            | Twee reizigerstreinen klapten in dichte mist op een enkelsporig baanvak frontaal tegen elkaar. |
| 3 december 1980   | Warmond                                           | 2     | 2            | 3        |              | Een werktrein vertrok zonder een begeleider mee te nemen van Leiden naar de in aanleg zijnde Schiphollijn. Deze trein botste op een andere werktrein. Vervolgens botste stoptrein 5323 op de brokstukken en Intercity 2927 deed hetzelfde en ontspoorde. |
| 27 december 1982  | Rotterdam                                         | 3     | 1            | 9        | 2            | Botsing tussen Nord-West Express en een stoptrein. |
| 5 juni 1986       | Botlek                                            | 1     | 1            | 1        | 1            | Treinbotsing op het spoorwegemplacement in het Botlekgebied bij Rotterdam waar twee goederentreinen op elkaar reden. |
| 1 juni 1988       | Rilland                                           | 3     | 1            | 28       |              | Personentrein 14627 reed kort na vertrek van station Rilland-Bath door onveilig sein en botste achter op de vertraagde, stilstaande proeftrein 82202, bestaande uit locomotief 1636 en 22 beladen grindwagens. |
| 30 november 1992  | Hoofddorp                                         | 5     |              | 33       | 1            | Intercity 2127 richting Vlissingen ontspoorde even voorbij Hoofddorp, waar een paar dagen ervoor ook al een trein was ontspoord. |
| 29 maart 1993     | Geffen                                            | 1     |              | 3        |              | Reizigerstrein op baanvak Nijmegen – 's-Hertogenbosch ontspoorde na aanrijding op overweg. |
| 24 december 1993  | Zaandam                                           | 1     |              | 28       |              | Reizigerstrein op baanvak Zaandam – Purmerend ontspoorde na aanrijding op overweg. |

### 21e eeuw
| Datum             | Plaats/Baanvak | Doden | w.v. spoorp. | Gewonden | w.v. spoorp. | Omschrijving |
| ----------------- | -------------- | ----- | ------------ | -------- | ------------ | --- |
| 16 juni 2000      | Klarenbeek     | 5     |              |          |              | Een trein op het traject Apeldoorn – Zutphen komt in botsing met een personenbusje met caravan dat bezig was een slechts met rood knipperlicht beveiligde overweg over te steken. Alle inzittenden van het personenbusje kwamen om het leven. |
| 20 maart 2003     | Roermond       | 1     | 1            | 38       | 1            | Als gevolg van een hartaanval van de machinist van de stoptrein uit Venlo (DM '90) botst deze tegen een Class 66 van Shortlines. |
| 3 november 2005   | Wijhe          | 1     |              | 31       | 1            | Een Intercity Deventer – Zwolle komt in botsing met een met hout geladen vrachtwagen die op een beveiligde overweg tot stilstand komt. De vrachtwagenchauffeur komt om het leven, de machinist raakt zwaargewond. |
| 24 september 2009 | Barendrecht    | 1     | 1            | 1        | 1            | Twee goederentreinen van DB Schenker Rail en ERS Railways komen net ten noorden van Barendrecht bij Barendrecht Aansluiting met elkaar in botsing op het baanvak Kijfhoek – IJsselmonde onder het viaduct van de A15. |
| 21 april 2012     | Amsterdam      | 1     |              | 136      |              | Ter hoogte van het Westerpark, tussen de stations Amsterdam Centraal en Sloterdijk mist de machinist van een sprinter een rood sein en botst frontaal op een intercity. |
| 23 februari 2016  | Dalfsen        | 1     | 1            | 7        |              | Een trein op het traject Zwolle – Ommen komt in botsing met een hoogwerker die bezig was een overweg over te steken. Het treinstel kantelde en kwam terecht op de naast de spoorlijn gelegen akker. De machinist kwam hierbij om. |
| 20 september 2018 | Oss            | 4     |              | 2        |              | Een Stint wordt op een overweg gegrepen door een trein. Vier kinderen komen om. |
| 22 mei 2020       | Hooghalen      | 1     | 1            | 2        |              | Een trein op het traject Assen – Hoogeveen komt in botsing met een tractor met kipper die bezig was een niet-beveiligde overweg over te steken. Het treinstel ontspoorde. De machinist kwam hierbij om, twee passagiers raakten lichtgewond. |
| 4 april 2023      | Voorschoten    | 1     |              | circa 30 | 1            | Een goederentrein op de spoorlijn Den Haag – Leiden kwam omstreeks 03.25 uur ter hoogte van Station Voorschoten in botsing met een krol die zich op de spoorbaan bevond vanwege werkzaamheden aan het spoor. Een passerende intercitytrein bestaande uit een vierwagenstel van het type VIRM kwam op een ander spoor eveneens daarmee in botsing. Drie van de vier rijtuigen ontspoorden, twee kwamen er (gedeeltelijk) terecht in een weiland. Er waren één dode en ongeveer dertig gewonden. |

## Afbeeldingen

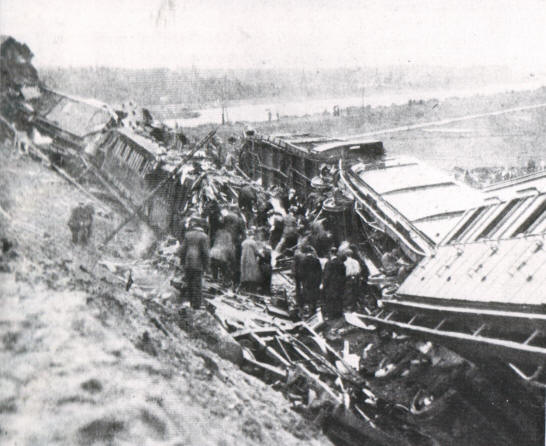
Ravage na de treinramp bij Weesp; 13 september 1918.
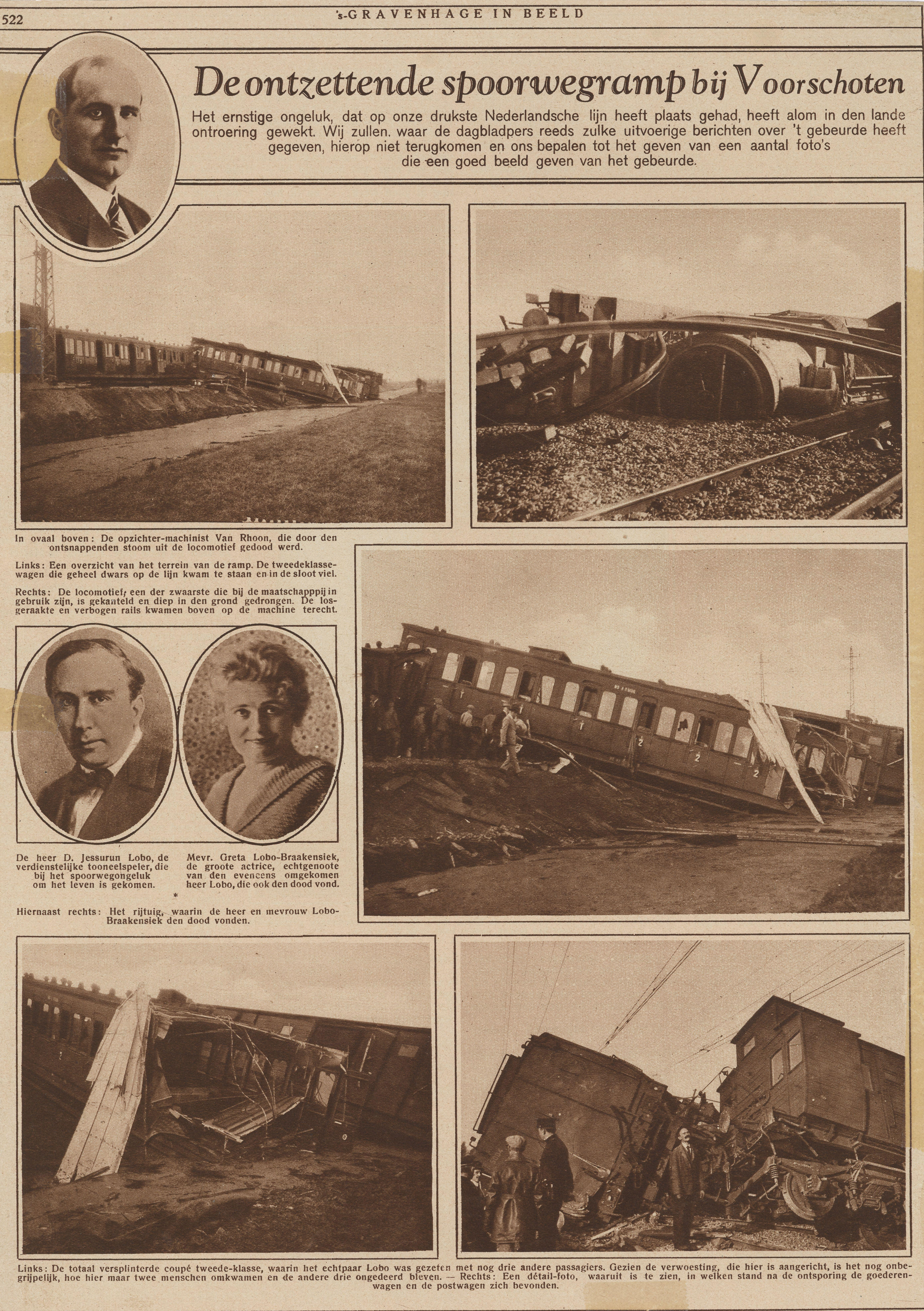
Treinongeval bij Voorschoten (1926), nabij De Vink; 9 september 1926.
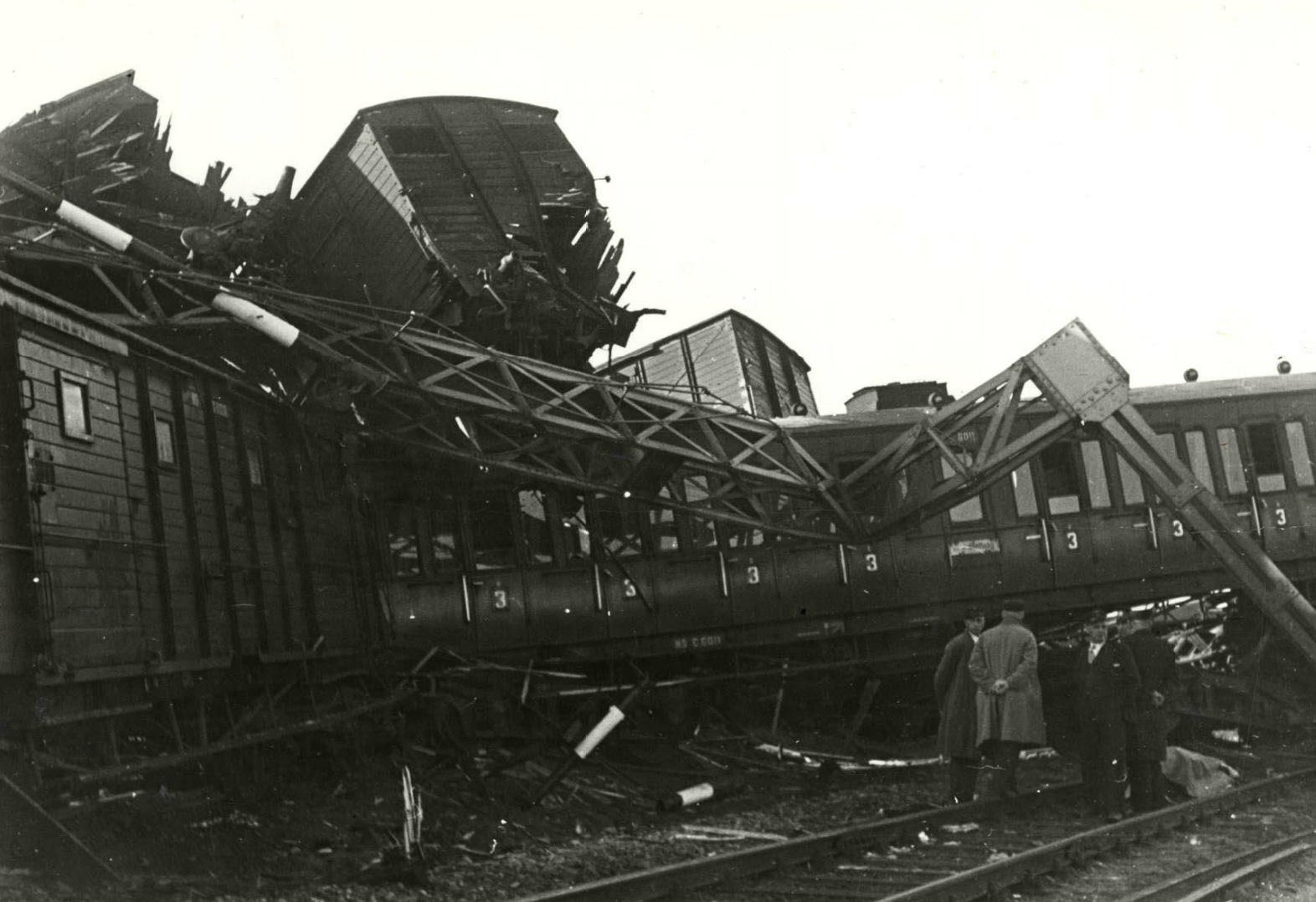
Spoorwegongeval bij Woerden; 7 oktober 1936.
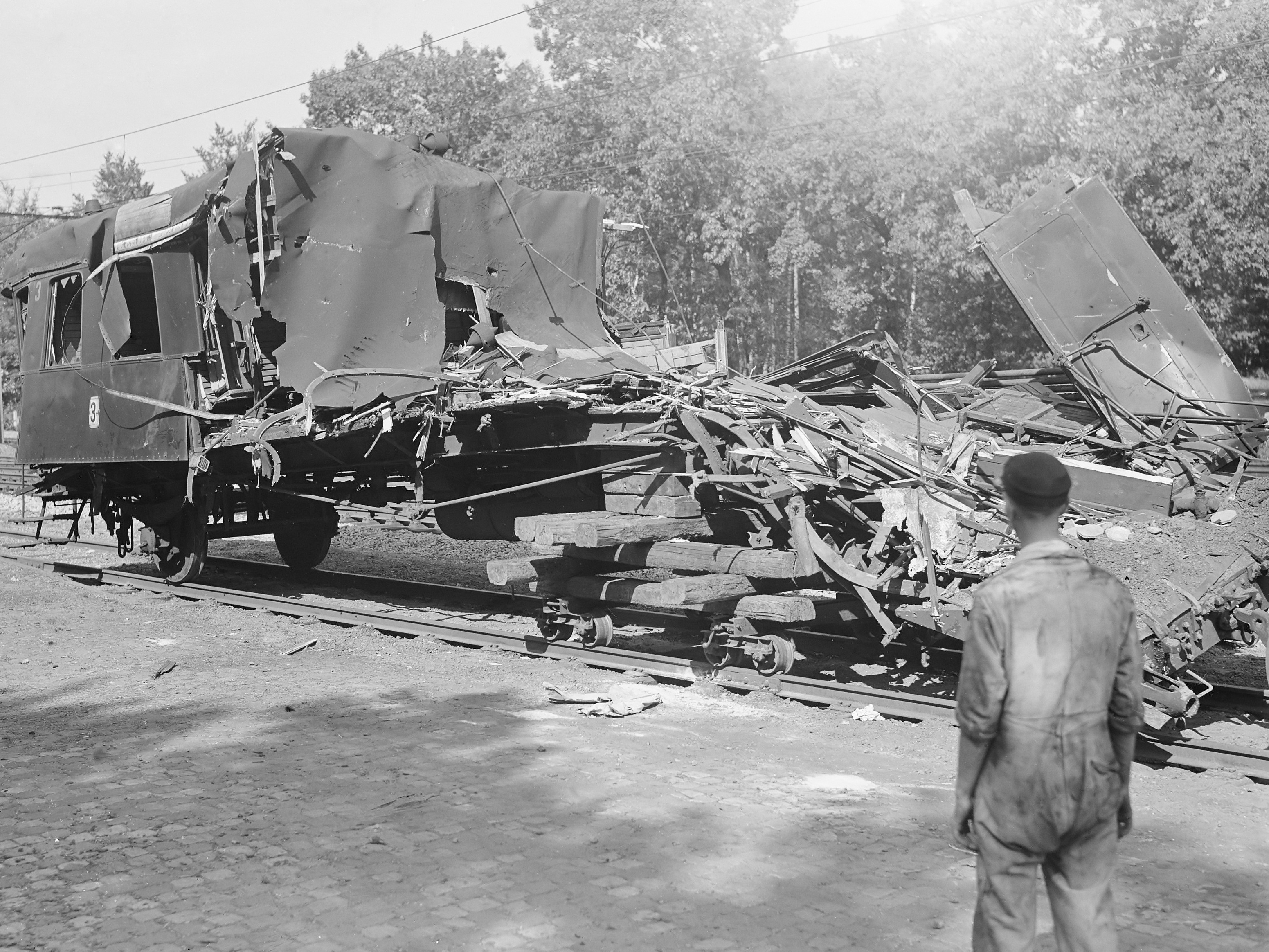
Spoorwegongeval bij Wolfheze; 12 september 1949.
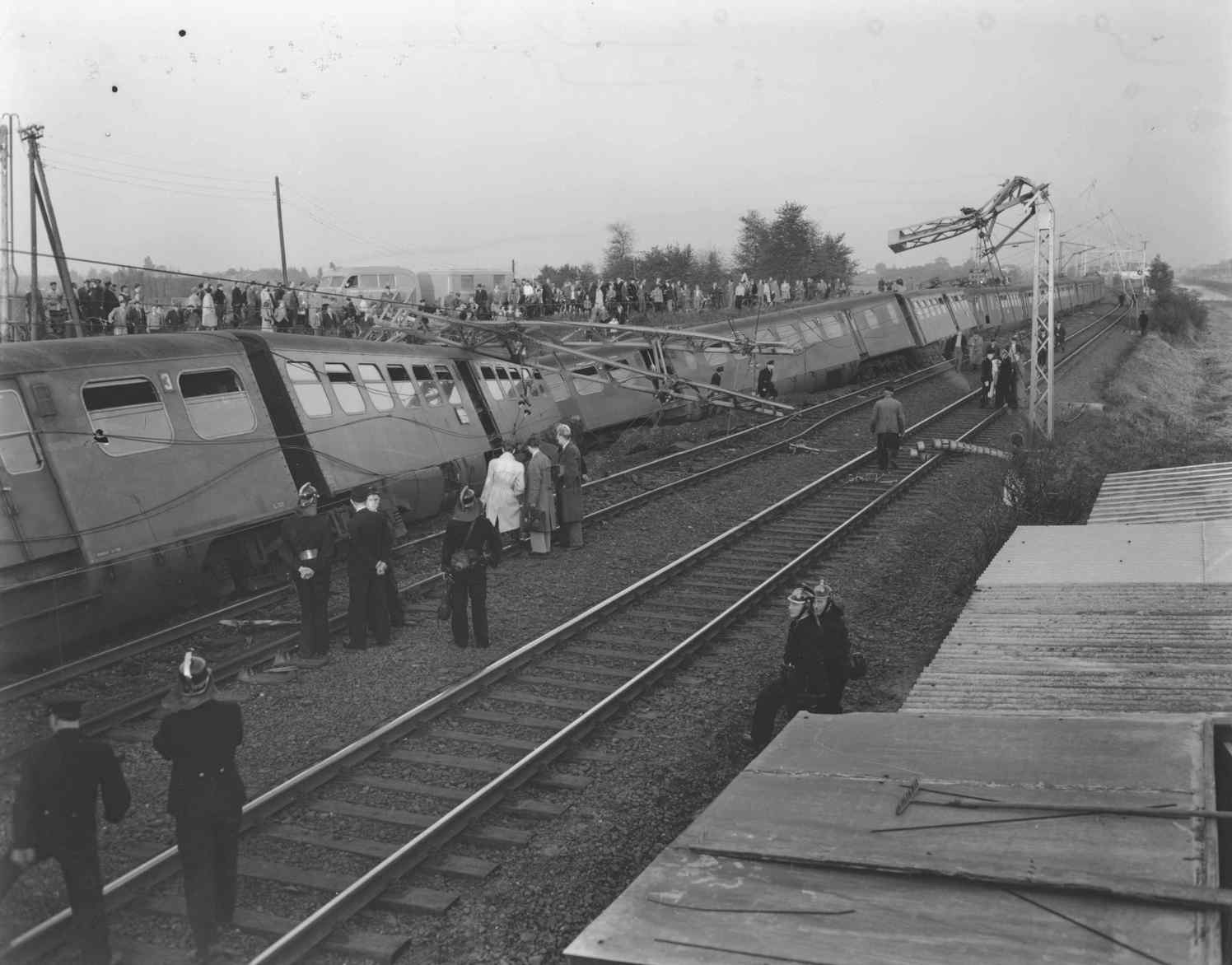
Spoorwegongeval bij Amsterdam Sloterdijk; 3 oktober 1951.
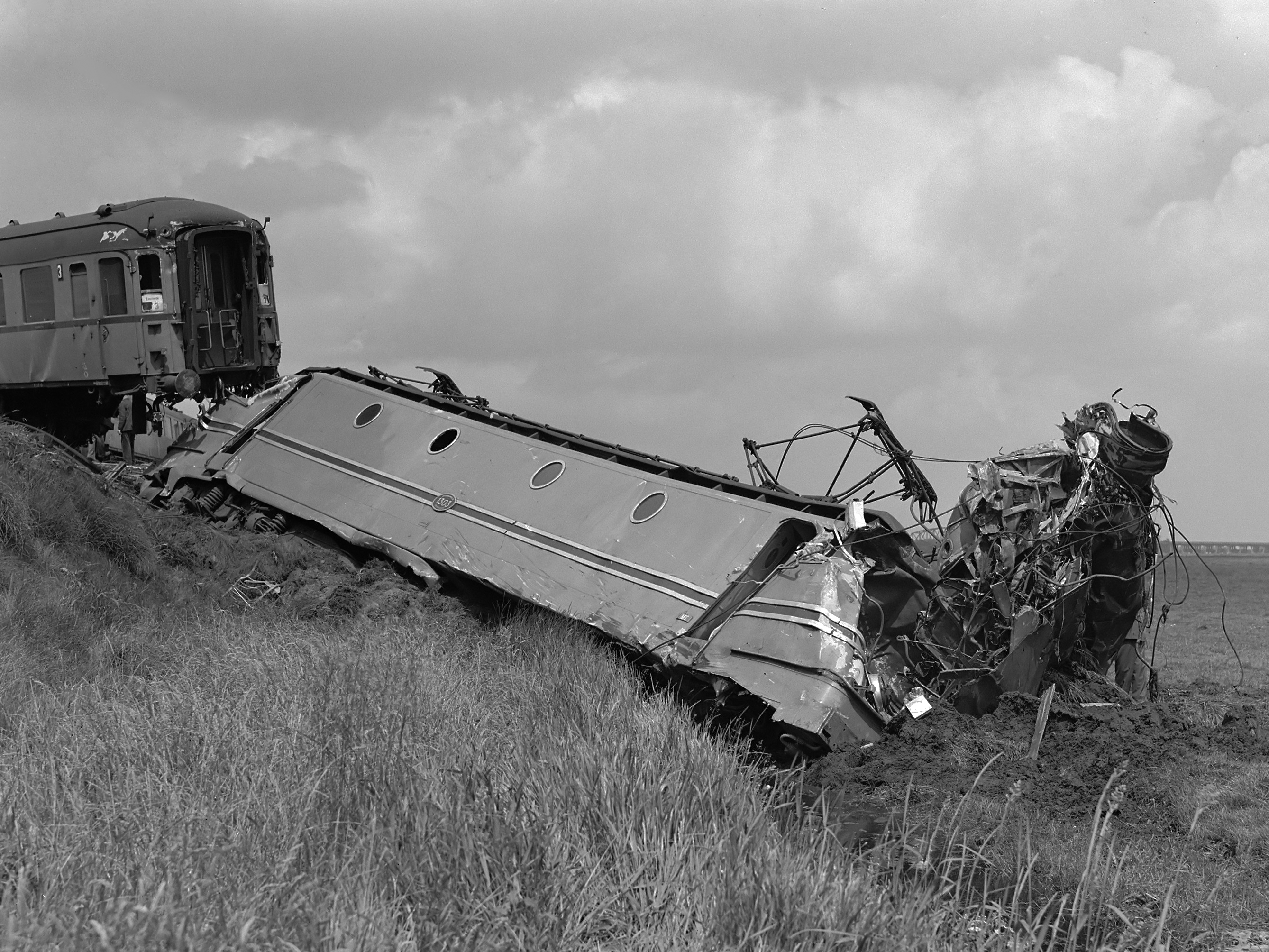
Treinongeval bij Weesp. Verongelukte locomotief NS 1303; 19 juni 1953.
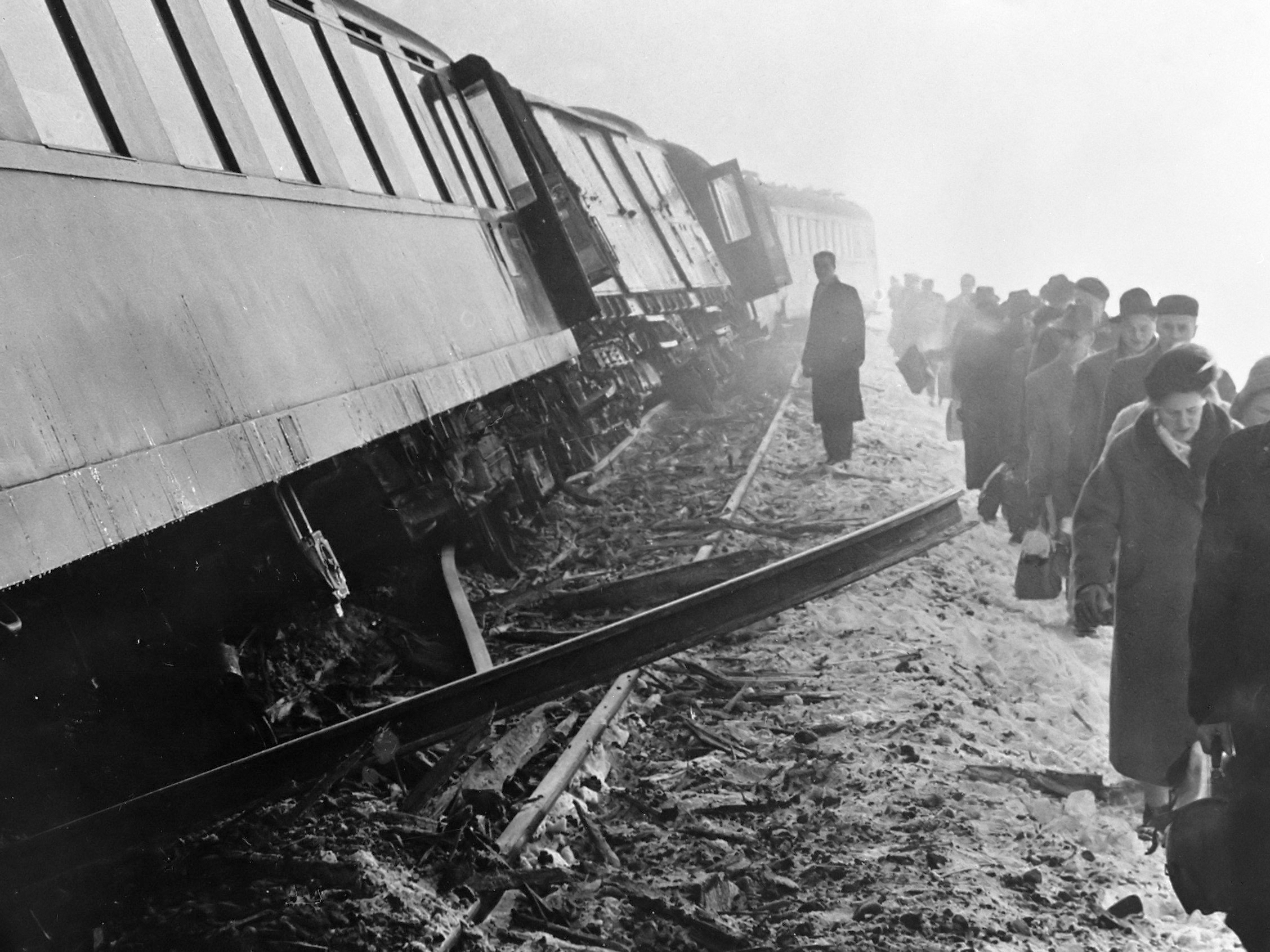
Ruhrexpresse ontspoord bij Westervoort; 25 januari 1958.
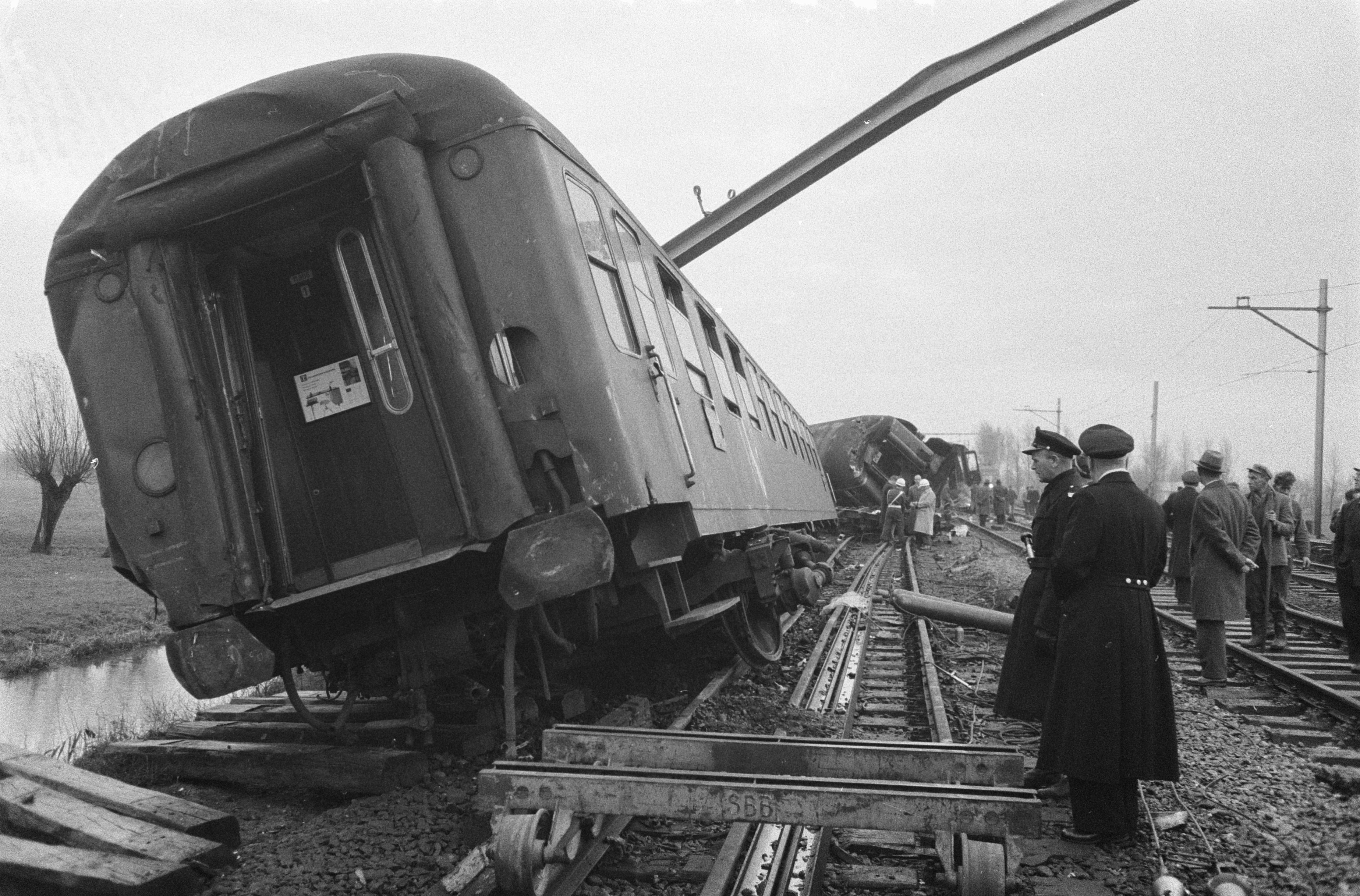
Treinongeval bij Woerden; 22 november 1960.
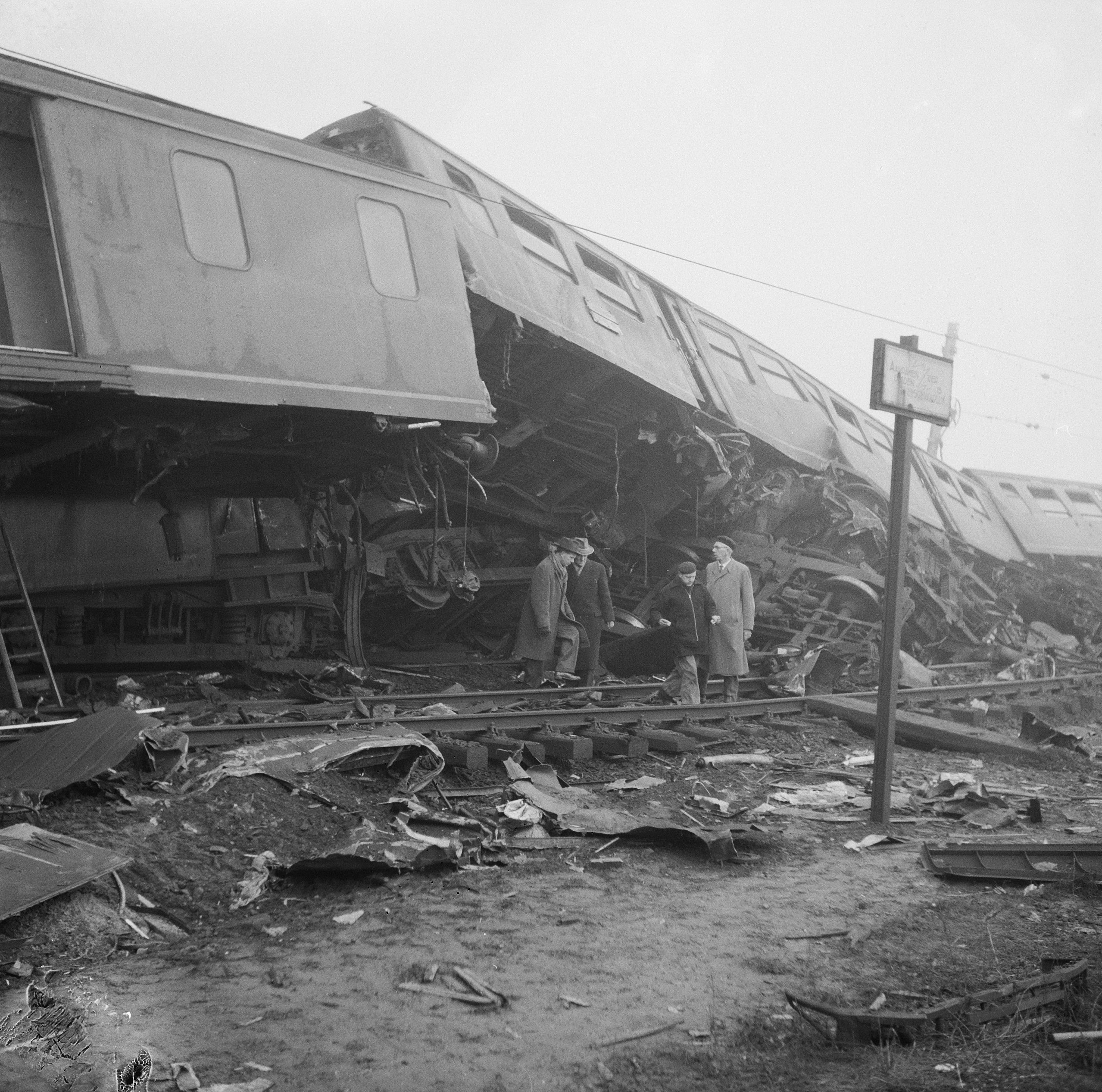
Treinramp bij Harmelen; 8 januari 1962.
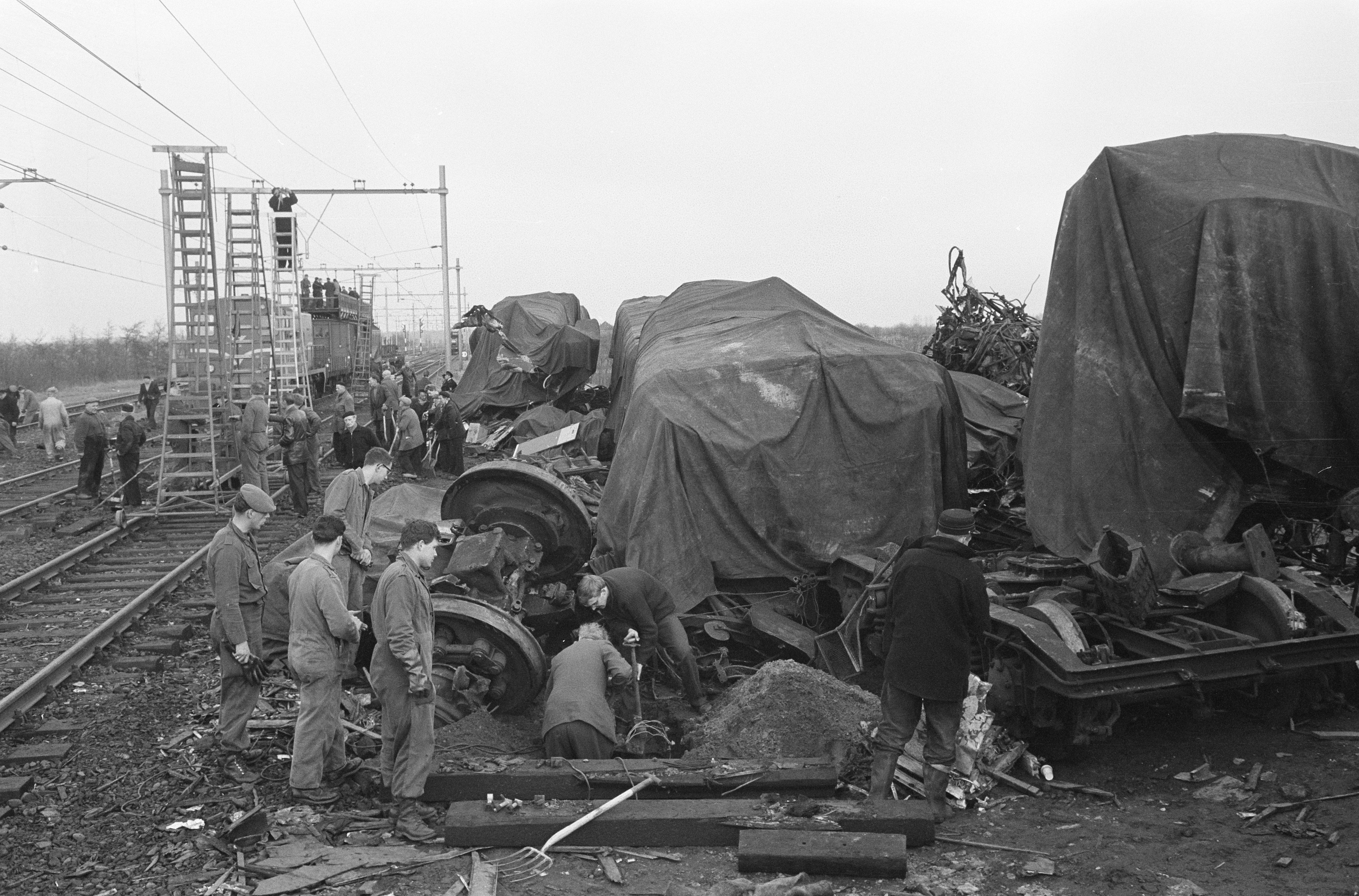
Treinramp bij Harmelen; 8 januari 1962.
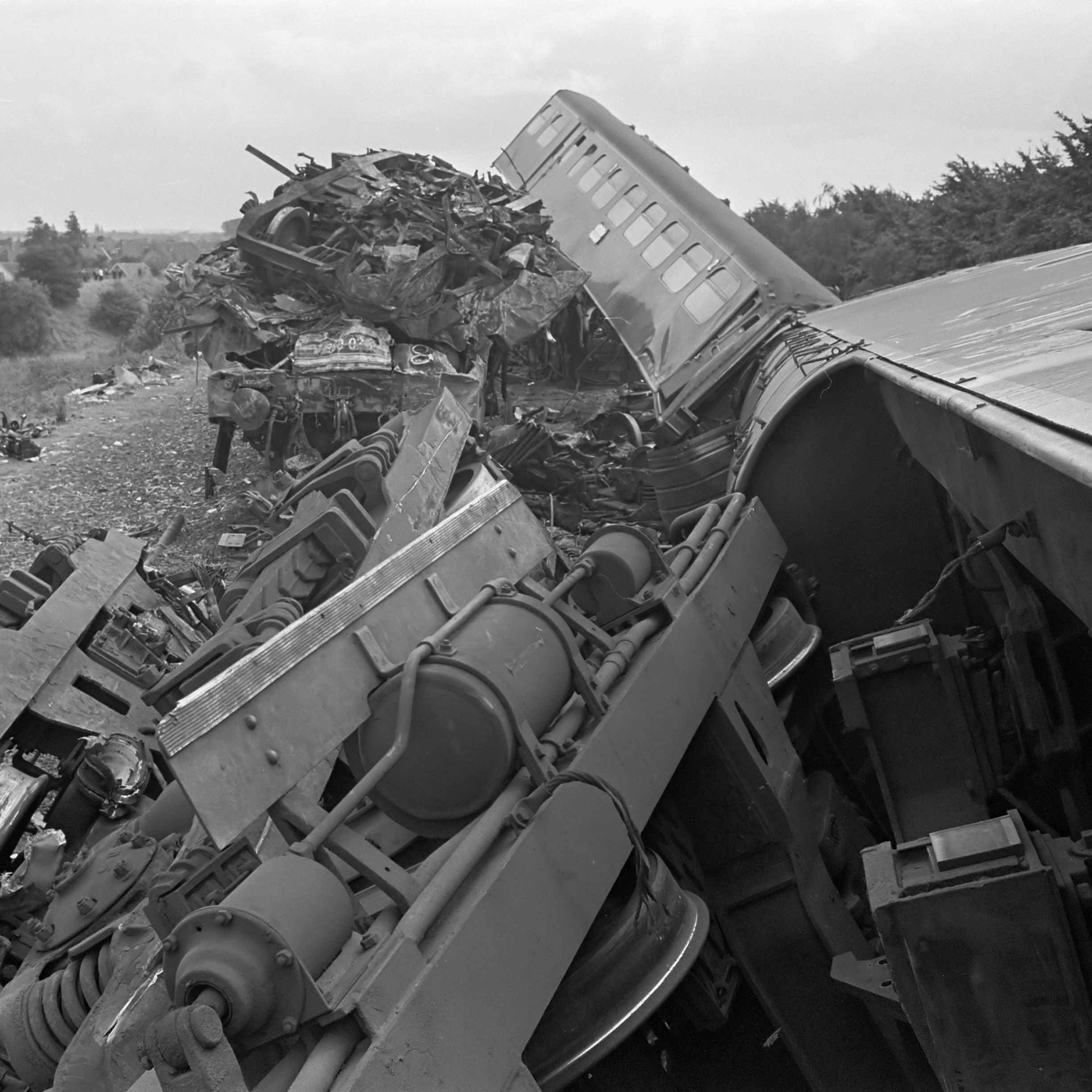
Treinramp bij Westervoort; 31 augustus 1964
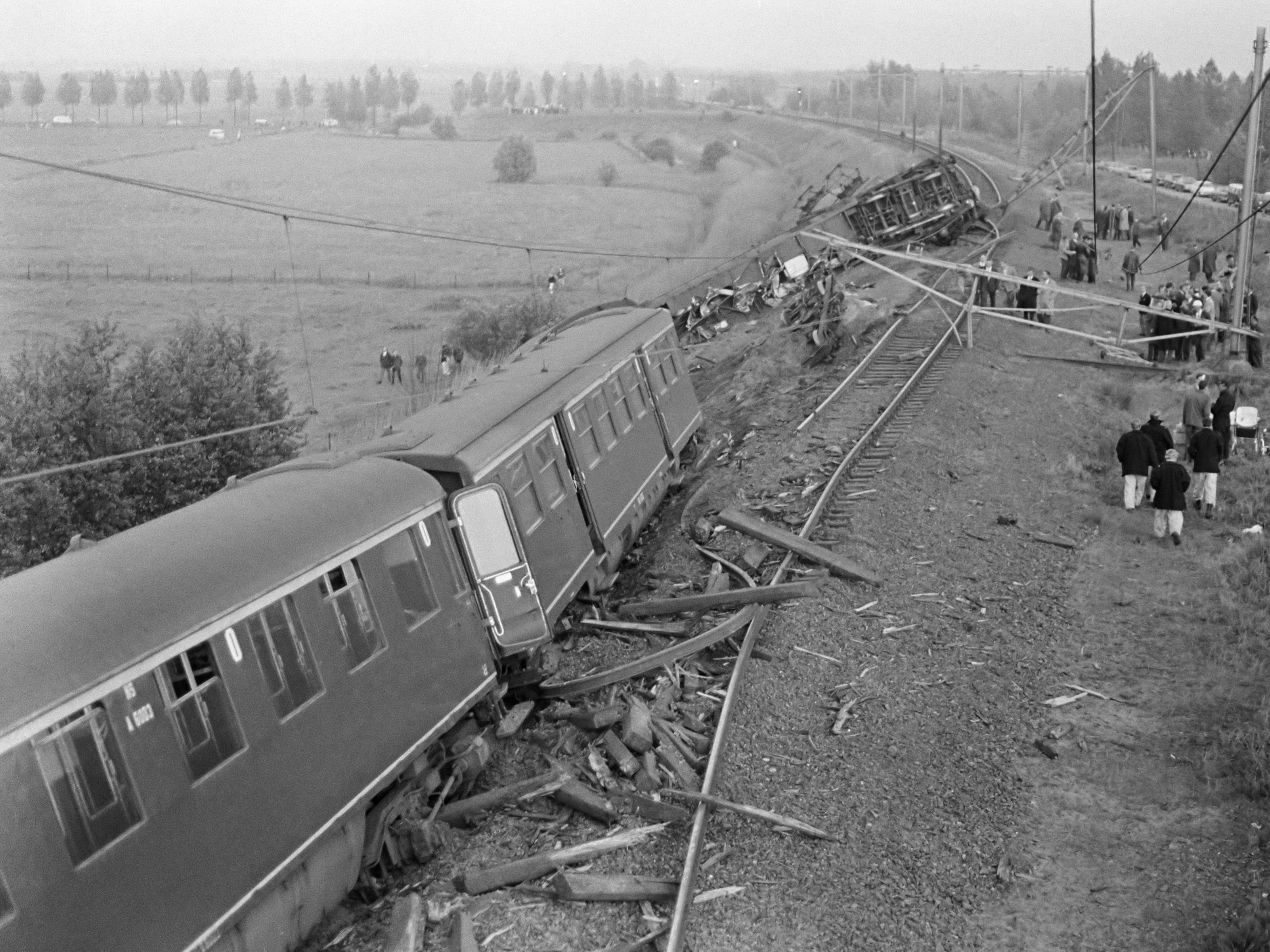
Trein ontspoord bij Hedel; 31 mei 1966.
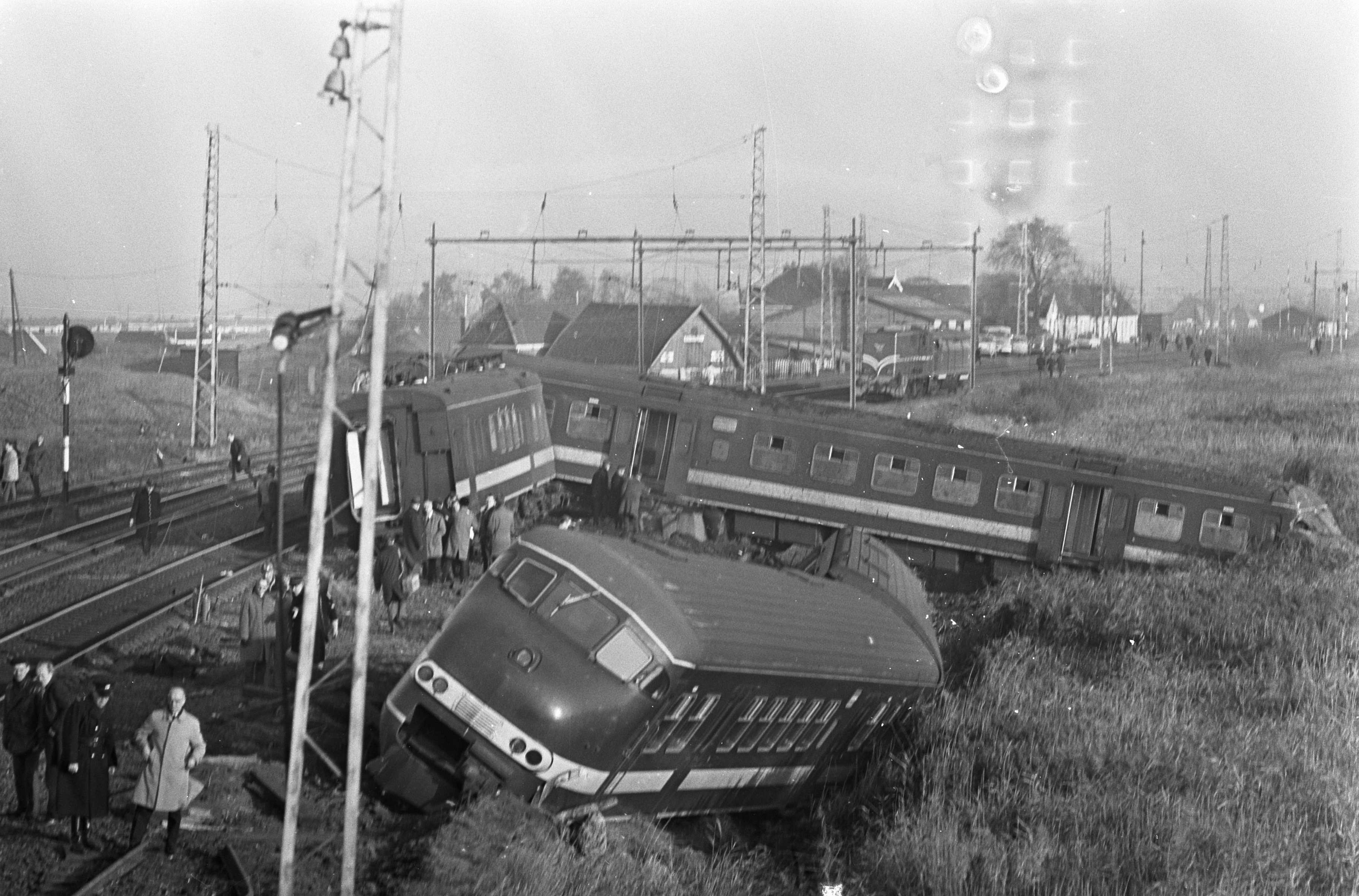
Ravage na de ontsporing van een trein bij Halfweg; 2 november 1966.
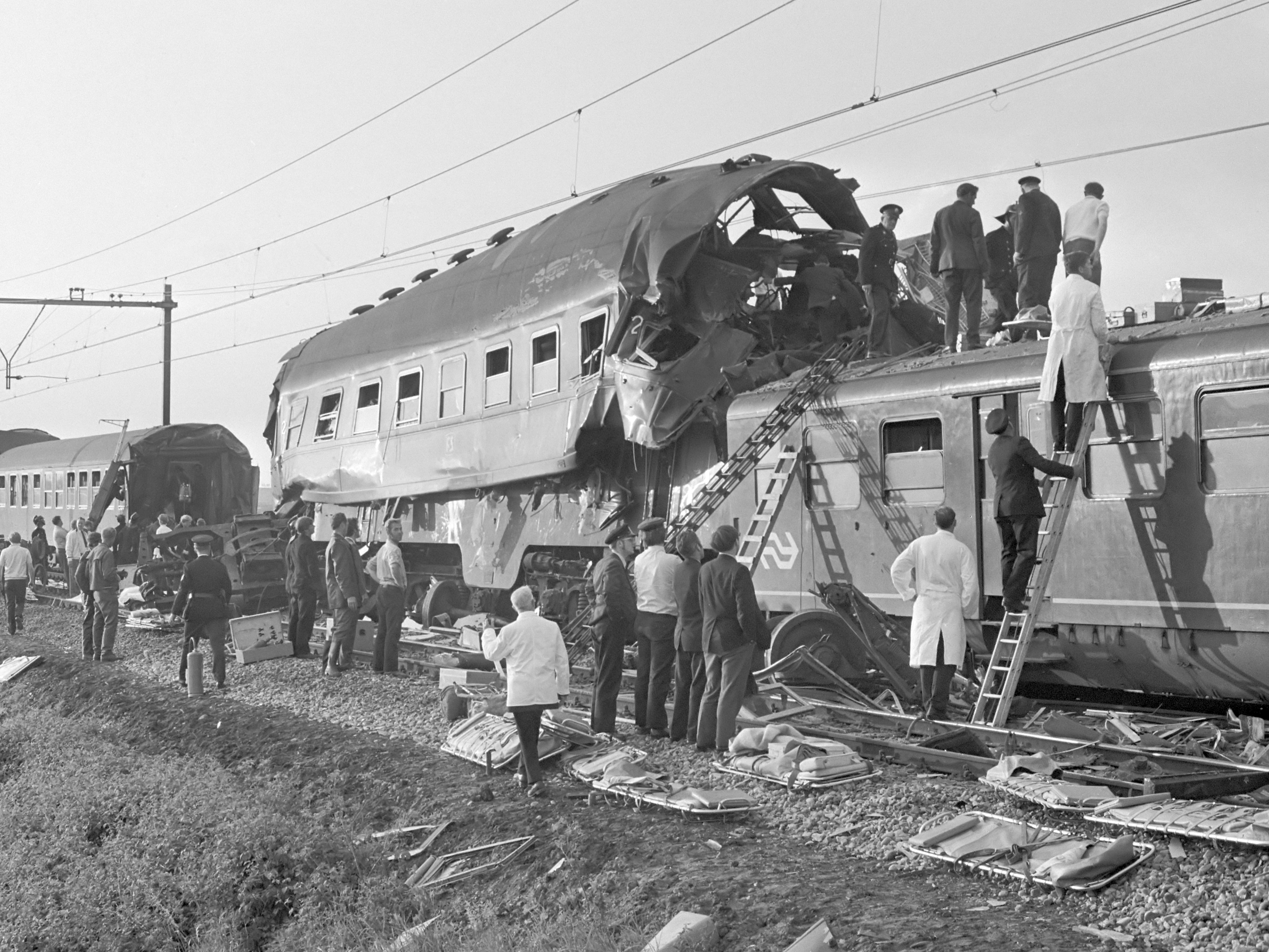
Treinongeval bij Duivendrecht; 30 mei 1971.
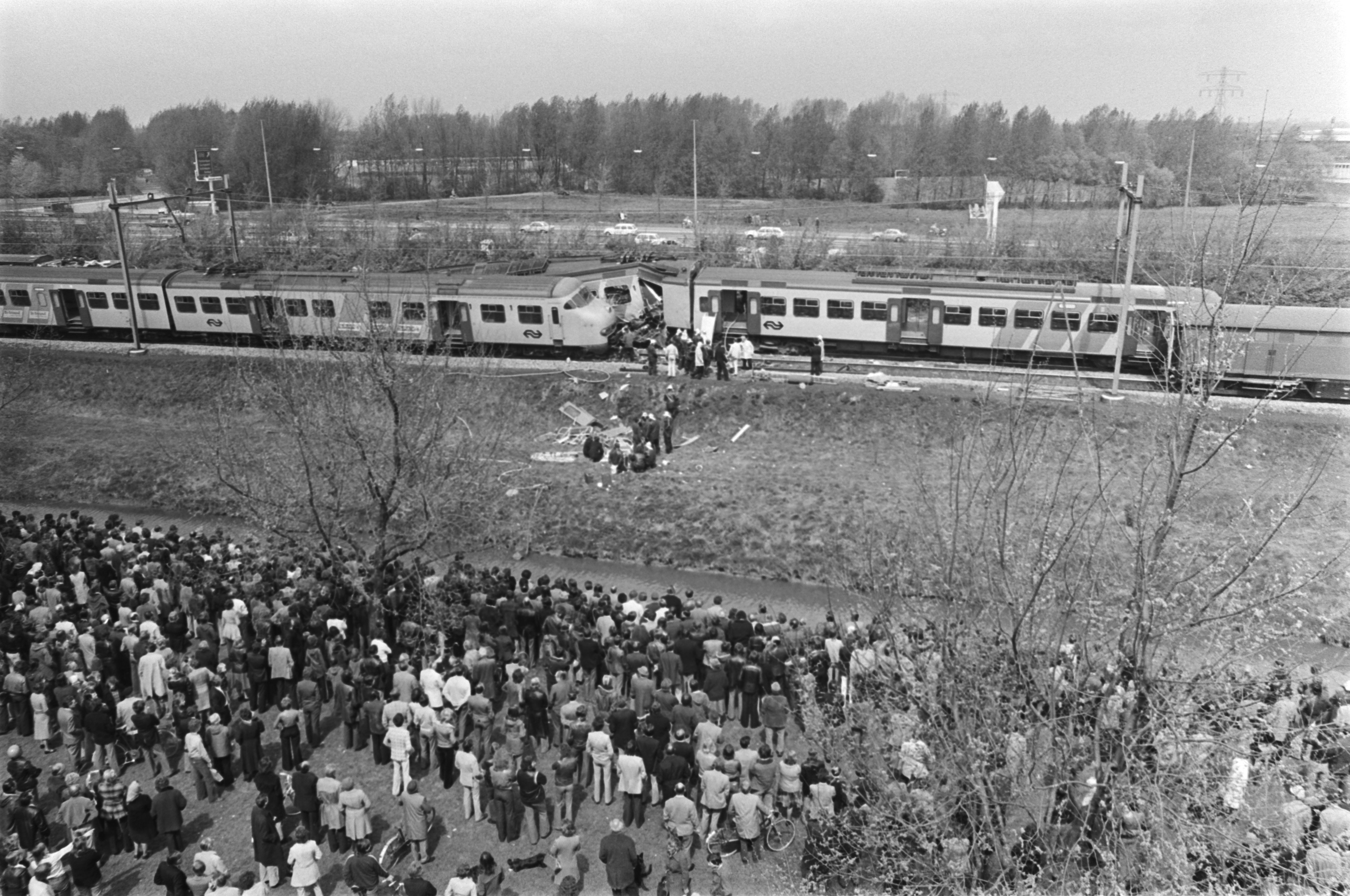
Treinramp bij Schiedam; 4 mei 1976.
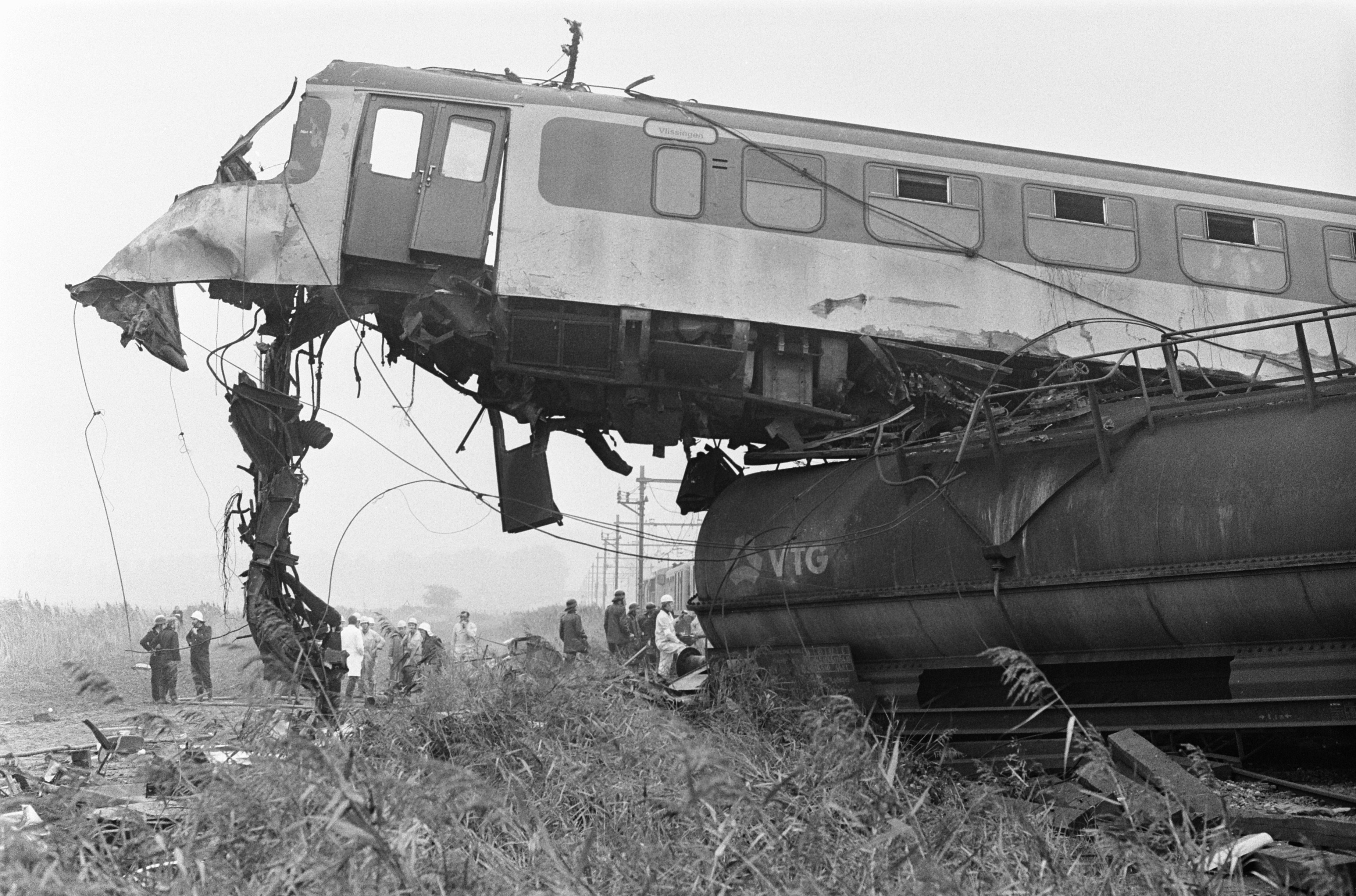
Treinramp bij Goes; 27 oktober 1976.
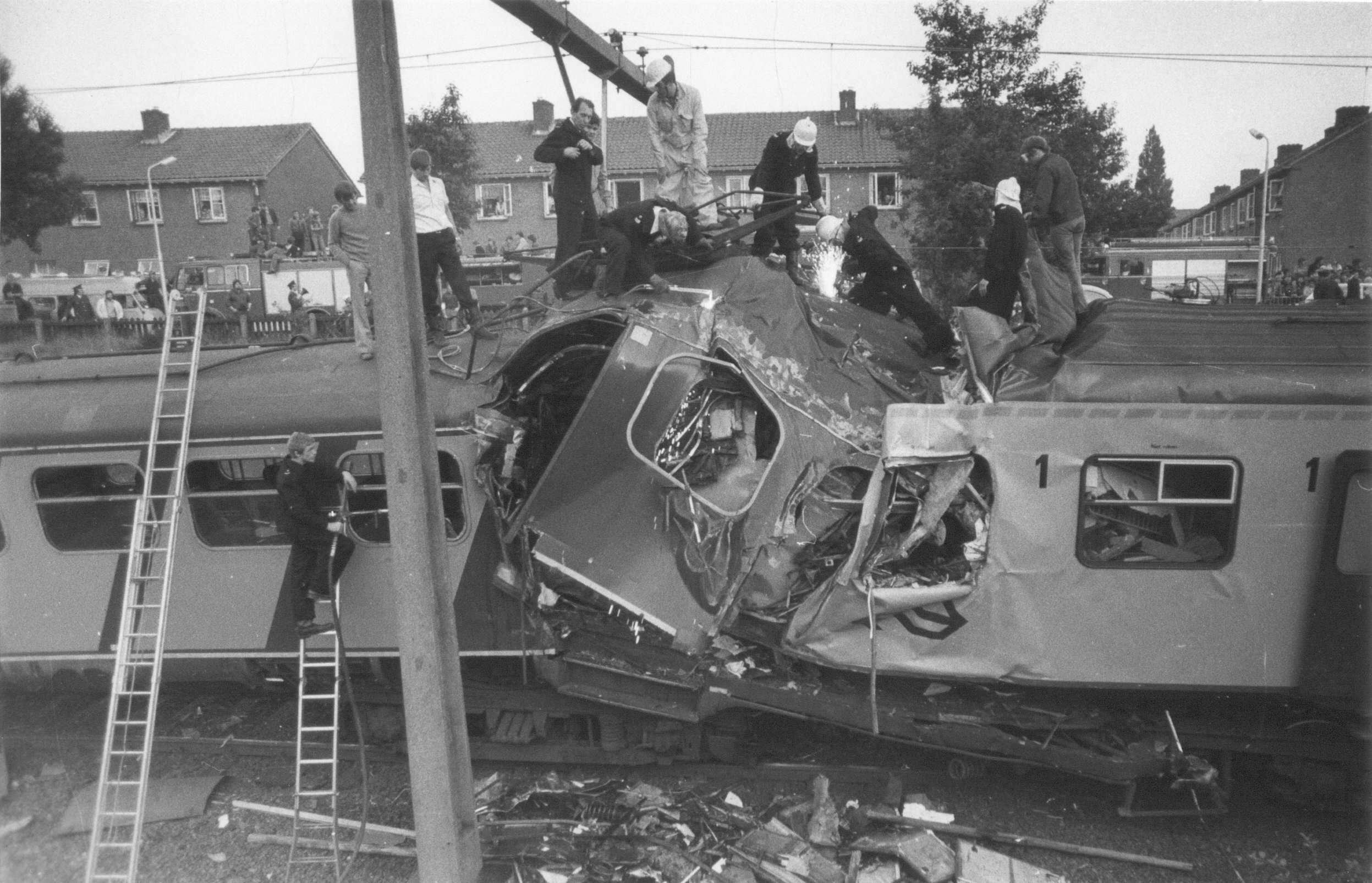
Treinramp bij Nijmegen; 30 augustus 1979.
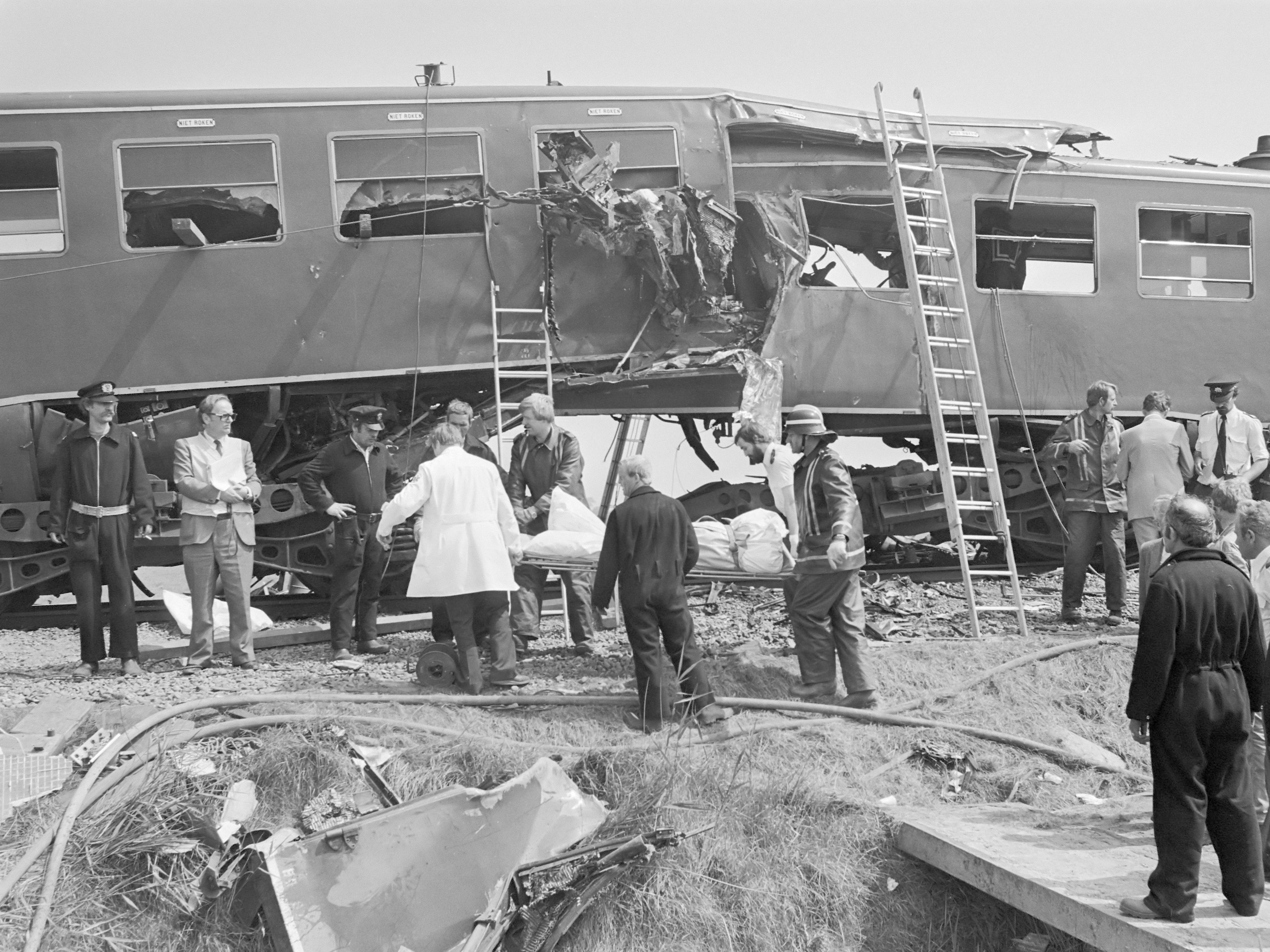
Treinramp bij Winsum; 25 juli 1980.
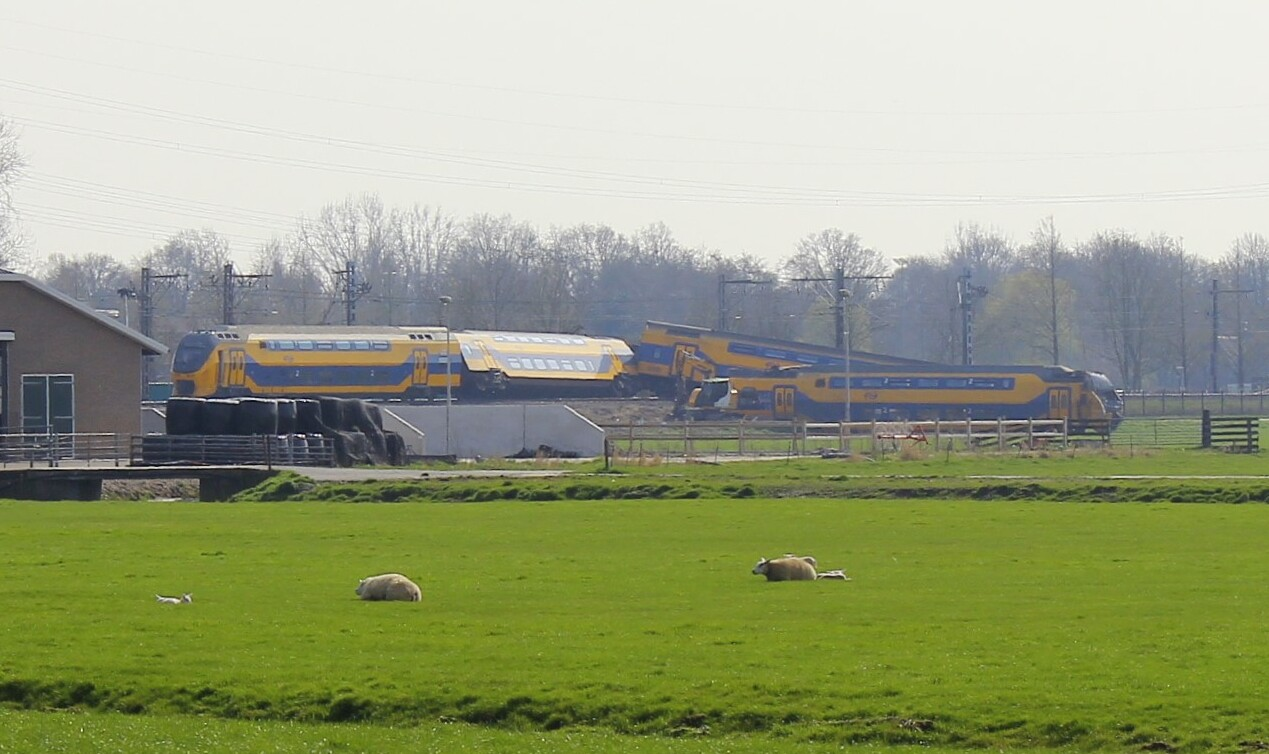
Treinongeval bij Voorschoten (2023); 4 april 2023.